# 雄和パーキングエリア
雄和パーキングエリア（ゆうわパーキングエリア）は、秋田県秋田市の日本海東北自動車道上に開設が予定されているパーキングエリアである。名称は仮称である。

## 道路
- E7 日本海東北自動車道

## 歴史
- 2006年（平成18年）3月31日 : 事業許可を受ける[1]。
- 2030年（令和12年）度 : 供用開始予定[2]。

## 施設
- 2022年時点では、土地のみ整地はされているものの、草木が生えている。上下線ともに入り口付近にゲートでふさがれていて、一般は入場できないようになっている。

## 周辺
- 雄物川
- 秋田県道65号寺内新屋雄和線
- 秋田県道240号川添下浜停車場線

## 隣
E7 日本海東北自動車道
（5-1）河辺JCT -（16）秋田空港IC - 秋田空港TB - 雄和PA（事業中） - (15) 岩城IC